# 전조생
전조생(田祖生, 1318년 ~ 1355년)은 고려 후기에 활동한 문신이다. 충혜왕 시기에 2명의 왕자에게 학문을 가르쳤으나 충정왕이 폐위된 뒤 은거했다.